# مصطفى باشا السلحدار
مصطفى باشا السلحدار (بالتركية: Silahtar Mustafa Paşa)‏ هو سياسي عثماني، تولى منصب قبطان باشا البحرية العثمانية (أدميرال). خدم في عهد السلطان مراد الرابع.

## حياته
ينحدر مصطفى باشا من أصول بوسنوية، ودخل القصر العثماني في صغره، ونال حظوة السلطان مراد الرابع، ما أهّله لتولي منصب السلاحدار (حامل سلاح السلطان)، ومن هنا جاء لقبه "سلاحدار". ثم أصبح قائداً للبحرية (قبطان باشا) وترقى حتى صار الوزير الثاني.
شارك مصطفى باشا في حملة إيروان عام 1635م، فقلّده السلطان مراد الرابع منصب الوزير الثاني أثناء تواجده في منطقة سيواس، وعُيّن واليًا على دمشق، لكنه لم يتوجه إليها بنفسه وعيّن نائبًا مكانه. ونظير خدماته في الحملة، مُنح إقطاعات في سناجق أيدين وصاروخان ونيغبولو، وتنازل عن ولاية دمشق رسميًا.
في عام 1638م، شارك في حملة بغداد، ومكافأةً له عُيّن واليًا على دمشق مجددًا في 5 أغسطس 1638م. وعقب تولّي كمنكاش قره مصطفى باشا الصدارة العظمى، خلفه مصطفى باشا في منصب قبطان باشا الأسطول العثماني، لكنه لم يقُد أي حملة بحرية خلال توليه هذا المنصب.
عندما احتضر السلطان مراد الرابع، فكّر في توريث العرش لصديقه المقرب سلاحدار مصطفى باشا، إلا أن تدخل السلطانة كوسَم حال دون ذلك، مما أنقذ الأمير إبراهيم من القتل خنقًا.
بعد وفاة مراد الرابع، عُيّن مصطفى باشا في 22 فبراير 1640م واليًا على بودين، لكنه لم يتوجه إلى منصبه بسبب تعيينه لاحقًا واليًا على الروملي. وفي أوائل عام 1641م، أصبح واليًا على تيميشوار، لكنه أُعدم في قلعتها بأمر من السلطان إبراهيم في أبريل 1642م.

## مناصبه
تولى المناصب التالية:
- قبطان باشا
- أندرون سلاحدار.
- الوزير الثاني وقائم مقام الصدارة العظمى.
- والى تيميشوارا بالمجر.

## أنظر أيضا
- قائمة قباطين البحر العثمانيين.